# NVIDIA NeMo
NVIDIA NeMo是NVIDIA发布的一个神经模块，可用来开发语音和语言模型。

## 组成
NVIDIA NeMo包括有关NGC中预训练模型的更新信息、基于自定义数据集微调模型部分、使用文本语音转换合计升级NeMo图、使用LibriSpeech数据集替换示例中的AN4数据集。

## 作用
NVIDIA NeMo是一个Python工具包，能够用简单界面搭建、训练、微调GPU加速的对话式AI模型。
Nvidia NeMo可以用在NVIDIA Jarvis的深度学习模型微调上。